# Apró békalencse
Az apró békalencse (Lemna minor) az egyszikűek (Liliopsida) osztályának hídőrvirágúak (Alismatales) rendjébe, ezen belül a kontyvirágfélék (Araceae) családjába tartozó faj.

## Előfordulása
Az apró békalencse igen nagy előfordulási területtel rendelkezik; majdnem az egész világon megtalálható. Elterjedési területe magába foglalja majdnem az egész Eurázsiát, beleértve az arktiszi szigeteket és Izlandot is; kivételt képeznek az Arab-félsziget, Srí Lanka, Mongólia, Kína nagy része és Délkelet-Ázsia, azonban eme utóbbi terület déli részein újból felbukkan. Afrikában jelen van, majdnem az egész északon és keleten; megszakítva elterjedését Dél-Afrika sivatagmentes területein is megtalálható. Ausztráliában csak Queenslandben őshonos. Észak-Amerikában mindenütt megtalálható, kivéve az ottani arktiszi szigeteket, Kanada északi felét és Alberta tartományt. Közép-Amerikában csak Mexikó déli részéig nyúlik le, valamint elszigetelve Hondurasban és Nicaraguában is jelen van. Brazília legkeletibb területein találhatók a dél-amerikai állományai.

## Képek

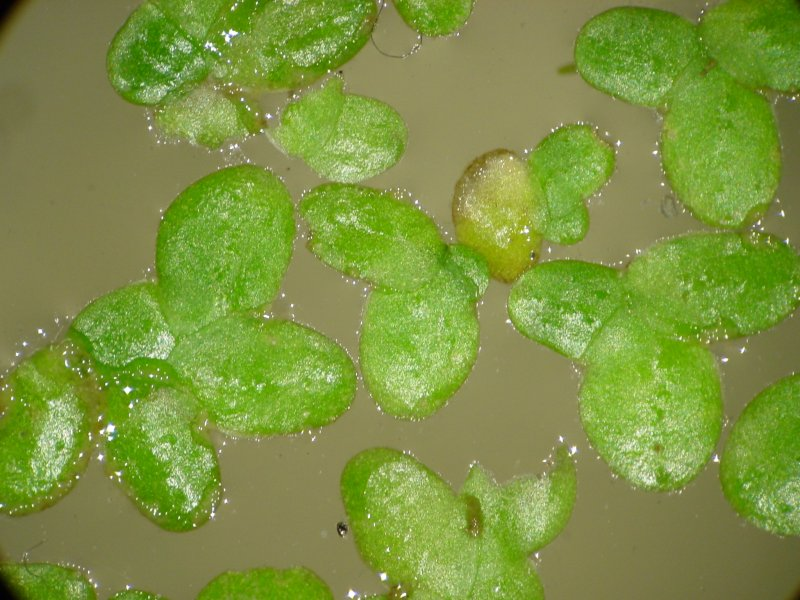
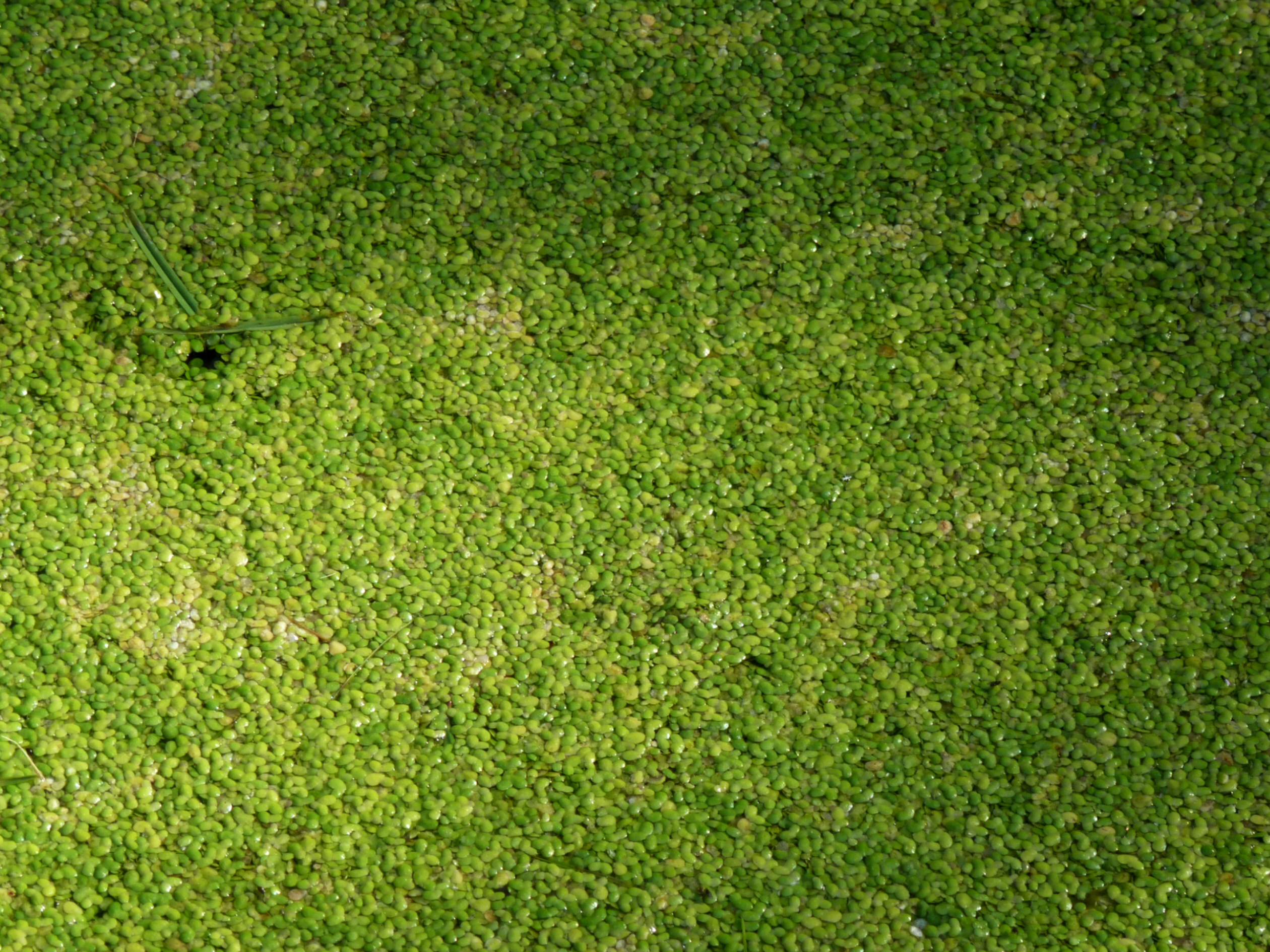
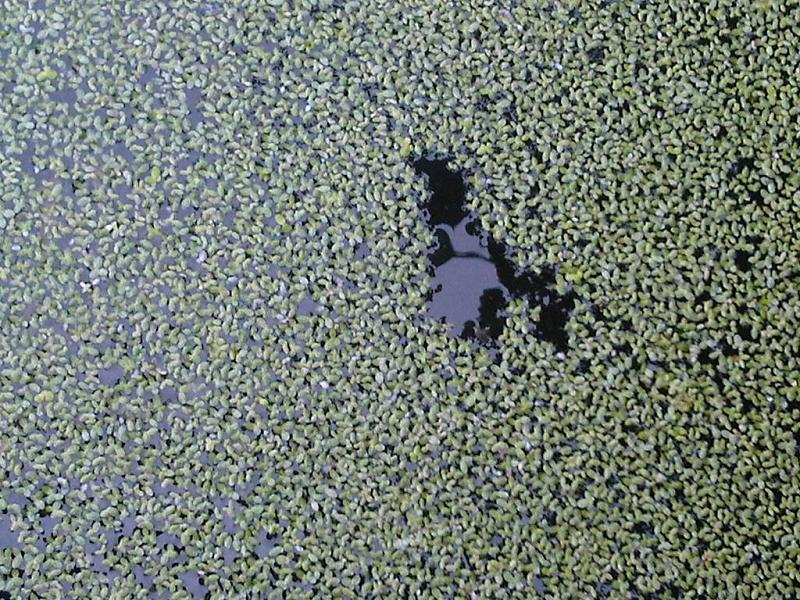
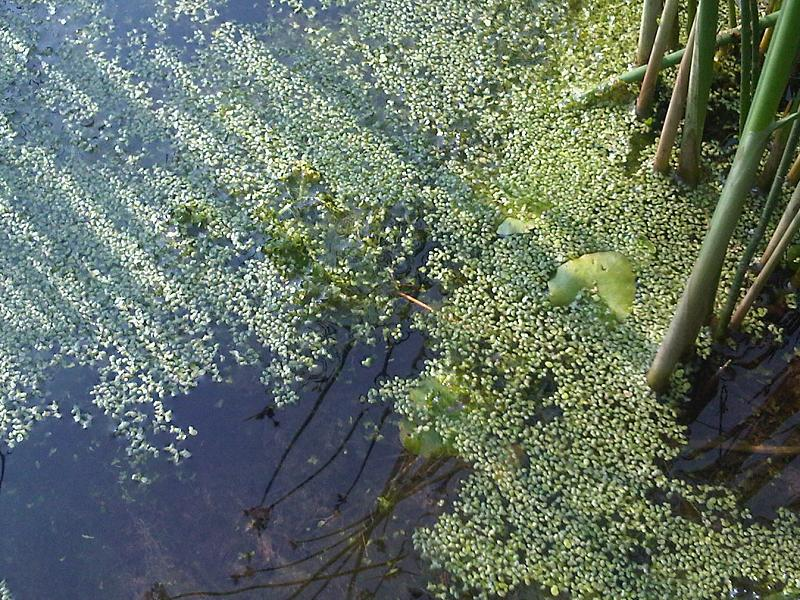
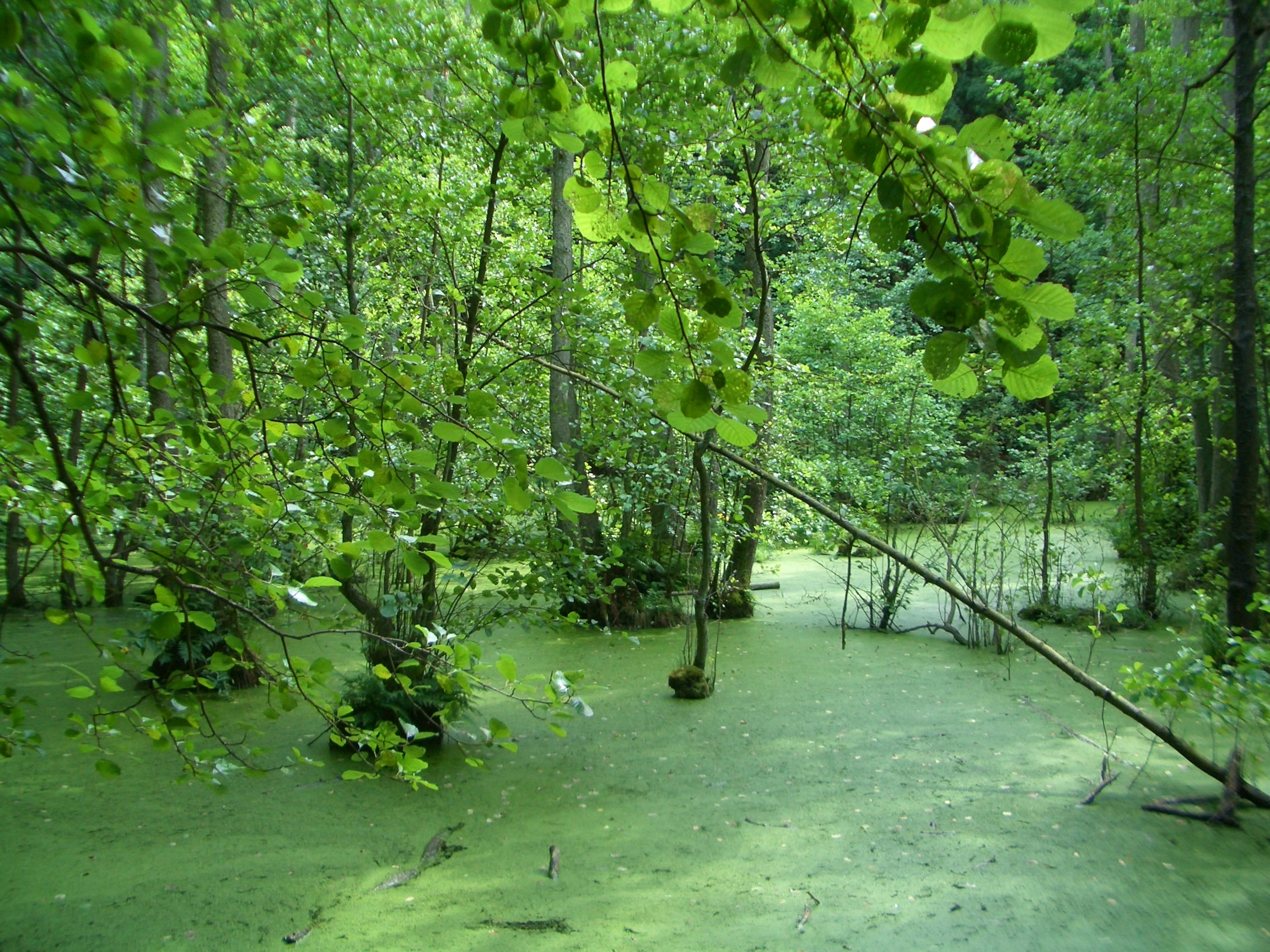

## Megjelenése
A levele szimmetrikusan ovális, lapos és háromerű, körülbelül 2,5-6 milliméter hosszú és 1,5-4 milliméter széles, továbbá sötétzöld színű. A gyökere nagyjából egy szálból áll. Virágán csak egy porzó található.

## Életmódja
A növény akár 1800 méteres tengerszint feletti magasságon is megél. A telepei szabadon lebegnek állóvizekben vagy lassan folyó vizekben.